# Pristimera tulasnei
Pristimera tulasnei är en benvedsväxtart som först beskrevs av Drake del Castillo, och fick sitt nu gällande namn av N. Hallé. Pristimera tulasnei ingår i släktet Pristimera och familjen Celastraceae. Inga underarter finns listade.